# NGC 6725
NGC 6725 é uma galáxia lenticular (S0) localizada na direcção da constelação de Telescopium. Possui uma declinação de -53° 51' 51" e uma ascensão recta de 19 horas, 01 minutos e 56,4 segundos.
A galáxia NGC 6725 foi descoberta em 8 de Julho de 1834 por John Herschel.